# Michael Bond
Thomas Michael Bond (ur. 13 stycznia 1926 w Newbury, zm. 27 czerwca 2017 w Londynie) – brytyjski pisarz, najbardziej znany jako autor serii książek dla dzieci o przygodach misia Paddingtona (od 1958).

## Życiorys
Podczas II wojny światowej służył w Royal Air Force; po wojnie pracował dla BBC jako operator kamery.
Nigdy nie myślał o pisaniu książek dla dzieci. Napisał sporo opowiadań i słuchowisk radiowych. Pierwsza książeczka Miś zwany Paddington została opublikowana w 1958. Spotkała się z tak życzliwym przyjęciem, że postanowił kontynuować opisywanie przygód niedźwiadka. W 1967 roku opuścił BBC i zawodowo zajął się pisarstwem. Do 1976 powstało 19 książek o Paddingtonie.
W 1971 napisał inną, mniej znaną książkę Olga Dapolga, opowiadała ona o przygodach świnki morskiej. W 1997 został za swoje zasługi uhonorowany Komandorią Orderu Imperium Brytyjskiego (CBE). W 2014 wystąpił w roli starszego gentelmana w ekranizacji jednej z jego powieści – Paddington w reż. Paula Kinga.

## Twórczość
- 1958 A Bear Called Paddington (Miś zwany Paddington, wyd. pol. 1971)
- 1959 More About Paddington (Jeszcze o Paddingtonie, wyd. pol. 1974)
- 1960 Paddington Helps Out (Paddington daje sobie radę, wyd. pol. 1975)
- 1961 Paddington Abroad (Paddington za granicą)
- 1962 Paddington at Large (Nowe przygody Paddingtona)
- 1964 Paddington Marches On (Paddington w opałach)
- 1966 Paddington at Work (Paddington przy pracy)
- 1968 Paddington Goes to Town (Paddington wyrusza do miasta)
- 1970 Paddington Takes the Air (Paddington na wycieczce)
- 1971 Michael Bond’s Book of Bears
- 1971 The tales of Olga da Polga (Olga Dapolga, wyd. pol. 1980)

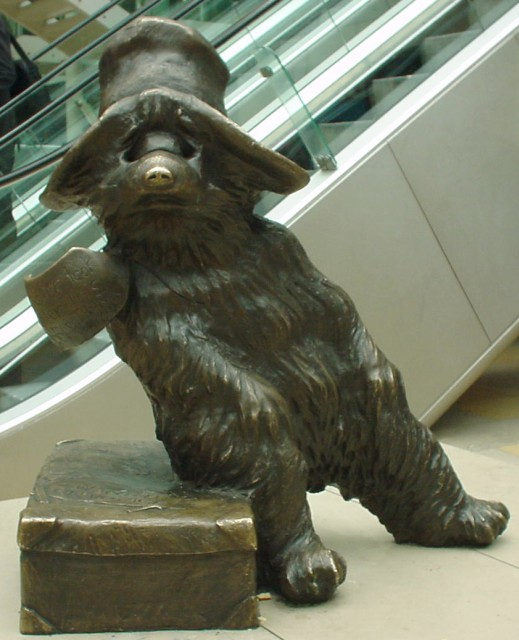
Figura Misia Paddigtona na stacji kolejowej Paddington w Londynie

- 1972 The Day the Animals Went on Strike
- 1974 Paddington on Top (Paddington ma rację, wyd. pol. 2011)
- 1979 Paddington Takes the Test (Paddington zdaje egzamin, wyd. pol. 2011)
- 1980 Paddington on Screen
- 1984 Paddington at the Zoo
- 1986 Paddington at the Palace
- 1987 Paddington’s Busy Day
- 1989 Monsieur Pamplemousse Aloft
- 1990 Monsieur Pamplemousse Investigates
- 1991 Monsieur Pamplemousse Rests His Case
- 1992 Monsieur Pamplemousse Stands Firm
- 1992 Monsieur Pamplemousse on Location
- 1993 Monsieur Pamplemousse Takes the Train
- 1997 Monsieur Pamplemousse Omnibus Volume One
- 1998 Monsieur Pamplemousse Omnibus Volume Two
- 1999 Monsieur Pamplemousse Afloat
- 1999 Monsieur Pamplemousse Omnibus Volume Three
- 2000 Monsieur Pamplemousse on Probation
- 2001 Monsieur Pamplemousse on Vacation
- 2002 Paddington in the Garden (Paddington w ogrodzie, wyd. pol. 2009)
- 2003 Paddington and the Grand Tour(Paddington zwiedza miasto wyd. pol. 2010)
- 2007 Paddington Rules the Waves
- 2008 Paddington Here and Now (Paddington tu i teraz, wyd. pol. 2008)
- 2010 Monsieur Pamplemousse and the Carbon Footprint
- 2011  Paddington at the Tower
- 2012 Paddington Races Ahead
- 2013 Paddington Goes for Gold
- 2014 Love From Paddington